# François de Linares
François-Jean-Antonin-Marie-Amédée Gonzalez de Linares, francoski general, * 7. julij 1897, † 2. marec 1955.